# Carlo Sarro
Carlo Sarro (Piedimonte Matese, 29 agosto 1959) è un politico italiano.

## Biografia
Nato a Piedimonte Matese, vive a Napoli.

### Attività politica
Dal 1997 al 2006 è sindaco di Piedimonte Matese a guida di una coalizione di centrodestra, dal 2007 al 2012 consigliere comunale.
Alle elezioni regionali in Campania del 2005 è candidato al consiglio regionale, in provincia di Caserta, nelle liste di Forza Italia, risultando il primo dei non eletti.
Alle elezioni politiche del 2006 è candidato alla Camera dei Deputati, nella circoscrizione Campania 2, nelle liste di Forza Italia, risultando tuttavia il secondo dei non eletti.

#### Elezione a senatore
Alle elezioni politiche del 2008 viene eletto Senatore per il Popolo della Libertà in regione Campania.
Al Senato della Repubblica ricopre l'incarico di Segretario della Giunta per le Immunità e del Comitato per i procedimenti di accusa e membro della Commissione Affari Costituzionali.

#### Elezione a deputato
Rieletto deputato per il PdL nel 2013 diventa vicepresidente della Commissione Giustizia ma dopo l'indagine che lo riguarda, non viene riconfermato venendo sostituito dal deputato del PD Franco Vazio.
Il 16 novembre 2013, con la sospensione delle attività del Popolo della Libertà, aderisce a Forza Italia.
Alle elezioni politiche del 2018 viene rieletto deputato nelle liste di Forza Italia.
Escluso dalle liste per le elezioni politiche del 2022, il 26 agosto 2022 lascia Forza Italia insieme ai colleghi Domenico De Siano, Marzia Ferraioli e Antonio Pentangelo.

## Procedimenti giudiziari
Il 14 luglio 2015 ne è stato richiesto l'arresto assieme all'ex senatore Tommaso Barbato, Pio Del Gaudio (ex sindaco di Caserta), e ad altri politici campani, in quanto, tra il 2006 ed il 2010, avrebbero truccato degli appalti pubblici in favore del clan dei Casalesi. La richiesta di arresto dell'On. Sarro, il 24 luglio 2015, è stata, poi, revocata, per assoluta assenza di indizi di colpevolezza dal Tribunale del Riesame di Napoli, con decisione confermata dalla Corte di Cassazione.
Il 26 gennaio 2017, poi, è stato definitivamente prosciolto da ogni accusa.